# Ribeira (Salvador)
A Ribeira é um antigo bairro localizado na Cidade Baixa, em Salvador, em bora esteja acima do nível do mar
A Ribeira é bastante conhecida por causa da famosa Sorveteria da Ribeira, além do pôr-do-sol e seus barzinhos. É na Ribeira, especificamente na Enseada dos Tainheiros, que ocorrem há muitos anos as disputas de remo, entre as antigas equipes do Itapagipe, Vitória, São Salvador e Santa Cruz.
Era ali naquele mesmo ponto que existia um hidroporto, em que antes da existência do aeroporto, desciam os aviões com políticos e artistas famosos em Salvador.

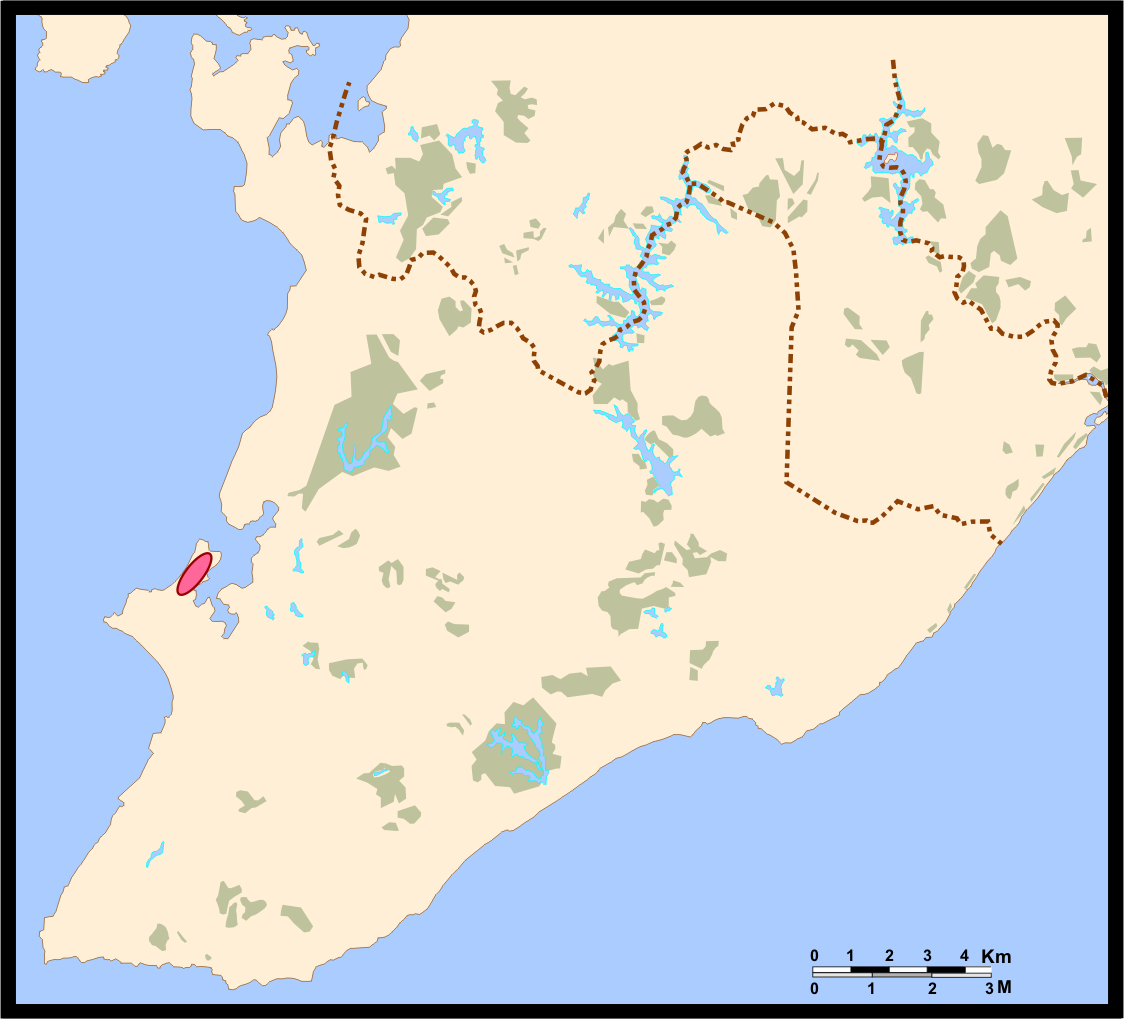
Localização do bairro no mapa de Salvador.